# Свободний
Свобо́дний (рос. Свободный, до 1917 — Алексєєвськ) — місто (з 1912) в Амурській області, Російська Федерація. Адміністративний центр Свободненського району. Місто розташоване за 167 км на північ від Благовещенська, на правому березі річки Зея.
Належить до поселень Зеленого Клину.

## Історія
Місто було засноване в 1912 році, через будівництво Амурської залізниці (Транссибірська магістраль обхідний маршрут, який  мав забезпечити залізничне сполучення Європейської частини Росії з Тихоокеанським узбережжям Росії, без перетину Північно-Східного Китаю). Місто спочатку називалося Алексіївськ на честь тодішнього принца Олексія.
У 1917-1922 — один з головних центрів українського національного руху на Амурщині. Після зречення царя Миколи II після Лютневої революції, місто було перейменовано у Свободний. У місті діяли українські політичні організації. З квітня 1917 в місті існувала Свободненська Українська Громада, у 1918-1922 — Свободненська Українська Окружна Рада, товариство «Просвіта», Спілка української молоді (1921), український споживчий кооператив «Хлібороб».
В 1919—1921 у місті діяла українська школа.
Під час лівого антиколчаківського повстання на Далекому Сході взимку 1920 року місто зайняв український повстанський загін під жовто-блакитним прапором, проте нова більшовицька влада також скоро розпочала репресії проти українських організацій.
У 1921 році у Свободному, який тоді входив до складу Далекосхідної республіки (ДСР), були зібрані корейські партизанські загони для їхнього об'єднання в одну частину та підпорядкування військам ДСР. Частина з цих загонів перейшла на територію Росії після корейських антияпонських повстань 1920 року в Кореї та Маньчжурії; інша частина складалася з місцевих корейців, які брали участь у партизанській війні проти Колчака. У Свободному були зосереджені загони корейських повстанців чисельністю у 4-6 тисяч. Навесні 1921 року більшість з них відмовилася підкорятися нав'язаній їм владі корейських комуністів та військових ДСР, натомість підтримавши Усекорейську національну раду. У червні 1921 року відбулися бої між корейцями та армією ДСР, які закінчилися перемогою останньої.
В період існування Далекосхідньоі Республіки в місті була створена українська учительська семінарія.
В епоху Сталіна, табір БАМлагу було побудовано у Свободному, з метою забезпечення примусової праці для будівництва БАМу. Табір став одним з найбільших у системі ГУЛАГ, з близько 190,300 засуджених на жовтень 1935. У таборі загинули тисячі політичних і духовних ув'язнених. Пізніше біля міста були розташовані Свободлаг та Амурлаг.
У другій половині XX століття біля міста була розміщена 27 Червонознаменна дивізія ракетних військ стратегічного призначення.
Військовий космодром «Свободний» почав діяти у 1996 році на базі 27 дивізії ракетних військ. Його перший керівник стверджував в інтерв'ю, що під час спорудження космодрому ЦРУ намагалося переконати його у тому, що він спілкується з неземними цивілізаціями.
У 2007 році були прийняті рішення про розформування «Свободного» та будівництві на його базі цивільного космодрому «Восточний». Будівництво супроводжувалося корупційними скандалами, були виявлені крадіжки сотень мільйонів рублів. У вересні 2015 року після доставки ракети, яка першою мала стартувати з космодрому, виявилося, що вона за габаритами не підходить до випробувального комплексу.
Місто є батьківщиною Леоніда Гайдая.

## Населення міста
| Рік  | Населення |
| ---- | --------- |
| 1939 | 44,0      |
| 1959 | 56,9      |
| 1970 | 62,9      |
| 1989 | 80,0      |
| 2002 | 63,9      |
| 2009 | 59,3      |

Згідно з переписом населення 1926 року, у Свободному мешкало 10 245 осіб, в тому числі українці — 16,6 %, росіяни — 74,8 %.

## Відомі люди
- Гайдай Леонід Іович (1923–1993) — радянський кінорежисер, сценарист, актор українсько-російського походження.
- Замковий Андрій Вікторович (нар. 1987) — російський боксер, олімпійський медаліст.
- Левенець Анатолій Варфоломійович (1933—1999) — український театральний художник.
- Немогай Олександр Сергійович (1956—2016) —  український колабораціоніст із Росією, воєначальник терористичної організації ДНР.
- Шудря Катерина Петрівна (нар. 1934) — мистецтвознавець, доктор філософських наук.

## Галерея

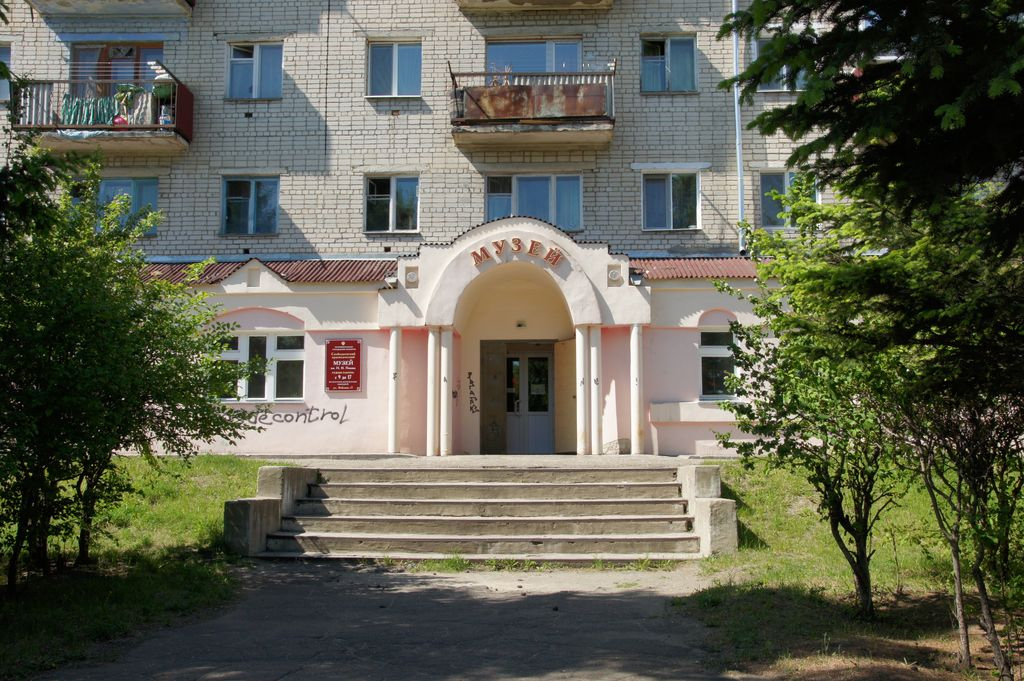
Краєзнавчий музей
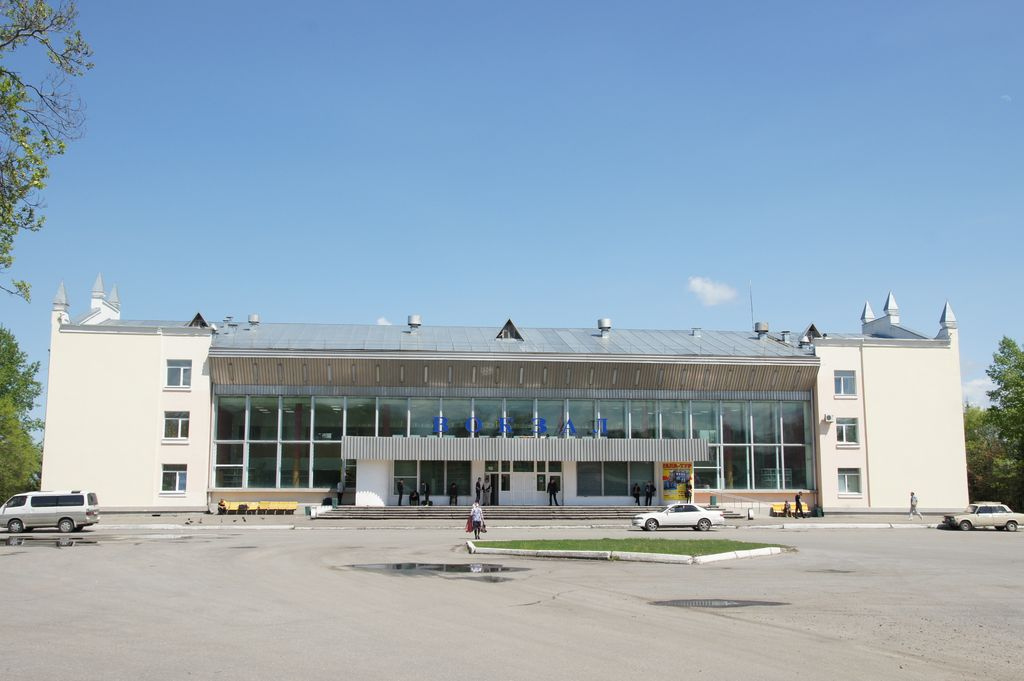
Залізничний вокзал
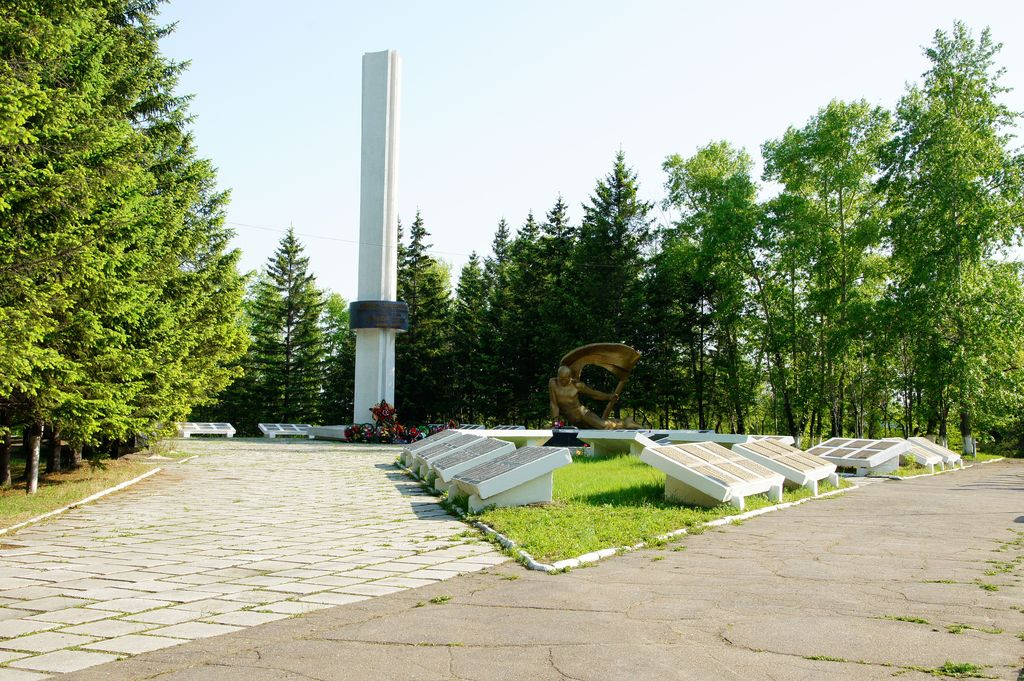
Меморіал Слави